# 나의 외로움이 널 부를 때
《나의 외로움이 널 부를 때》는 장필순의 다섯 번째 정규 앨범이다. 타이틀 곡은 2번 트랙으로 앨범 제목과 같다.
2007년 경향신문과 가슴네트워크가 고른 '한국대중음악 100대 명반'에 15위로 선정되었다.

## 수록곡
- 전체 편곡: 조동익

| #             | 제목                     | 작사          | 작곡          | 재생 시간 |
| ------------- | ------------------------ | ------------- | ------------- | --------- |
| 1.            | 첫사랑                   | 조동익        | 조동익        | 4:36      |
| 2.            | 나의 외로움이 널 부를 때 | 조동희        | 조동익        | 4:15      |
| 3.            | 스파이더맨               | 윤영배        | 윤영배        | 4:36      |
| 4.            | TV, 돼지, 벌레           | 조동익        | 조동익        | 4:06      |
| 5.            | 풍선                     | 조동익        | 조동익        | 3:27      |
| 6.            | 빨간 자전거 타는 우체부  | 윤영배        | 윤영배        | 3:03      |
| 7.            | 그래                     | 장필순        | 장필순        | 4:20      |
| 8.            | 그녀에 관한 짧은 애기    | 장필순        | 장필순        | 3:19      |
| 9.            | 넌 항상                  | 장필순        | 장필순        | 4:17      |
| 10.           | 사랑해봐도               | 장필순        | 조동익        | 3:14      |
| 11.           | 이곳에 오면              | 조동희        | 장필순        | 4:46      |
| 12.           | 집으로 돌아오는 길       | 장필순        | 장필순        | 3:26      |
| 총 재생 시간: | 총 재생 시간:            | 총 재생 시간: | 총 재생 시간: | 47:26     |

## 함께 만든 사람들
- 기획 : 하나음악
- 제작 : 조동진, 조동익
- 스튜디오 : KNOX Studio, MECCA Studio
- 녹음 : 윤정오, 이용준
- 마스터링 : SEOUL STUDIO(고희정)
- 사진, 디자인 : 조동익, 명순호